# Rinorea erianthera
Rinorea erianthera C.Y.Wu & Chu Ho – gatunek roślin z rodziny fiołkowatych (Violaceae). Występuje naturalnie w Chinach – w południowo-zachodnim Syczuanie. 

## Morfologia
PokrójZrzucający liście krzew dorastający do 2–3 m wysokości.
LiścieBlaszka liściowa ma eliptycznie romboidalny lub odwrotnie jajowato eliptyczny kształt. Mierzy 1,5–6,5 cm długości oraz 0,6–2,5 cm szerokości, jest niemal całobrzega lub ząbkowana na brzegu, ma klinową nasadę i spiczasty lub ostry wierzchołek. Przylistki są trójkątnie lancetowate. Ogonek liściowy jest nagi i ma 2–5 mm długości.
KwiatyPojedyncze lub zebrane po 2–3 w wierzchotkach, wyrastają z kątów pędów. Mają działki kielicha o okrągławym kształcie i dorastające do 4–6 mm długości. Płatki są lancetowate, mają białą barwę oraz 9–11 mm długości.
OwoceTorebki o niemal kulistym kształcie.

## Biologia i ekologia
Rośnie w zaroślach, na wysokości około 1300 m n.p.m.